# Helmut Kohl
Helmut Josef Michael Kohl (3 tháng 4 năm 1930 – 16 tháng 6 năm 2017) là một chính khách và chính trị gia bảo thủ Đức. Ông từng là Thủ tướng Đức từ năm 1982 đến năm 1998 (của Tây Đức từ năm 1982 đến năm 1990 và của nước Đức thống nhất từ năm 1990 đến năm 1998) và chủ tịch của Liên minh Dân chủ Thiên chúa giáo (CDU) từ năm 1973 đến năm 1998. 16 năm cầm quyền của ông là giai đoạn tại vị lâu nhất của một thủ tướng Đức từ thời Otto von Bismarck và cũng là thời gian chấm dứt cuộc Chiến tranh Lạnh và sự thống nhất nước Đức. Kohl được đa số người coi là một trong những kiến trúc sư chính của quá trình thống nhất nước Đức, và, cùng với Tổng thống Pháp François Mitterrand, Hiệp ước Maastricht, tạo lập nên Liên minh châu Âu.
Kohl và François Mitterrand là cùng được nhận giải Karlspreis năm 1988. Năm 1998, Kohl được bầu làm Công dân Danh dự của châu Âu bởi các lãnh đạo nhà nước hay chính phủ châu Âu vì đóng góp to lớn của ông cho quá trình hội nhập và hợp tác của châu Âu, một danh dự trước đó chỉ được trao cho Jean Monnet. Năm 1996 ông được Giải thưởng Hoàng tử Asturias danh giá trong Hợp tác Quốc tế
Kohl đã được Tổng thống Hoa Kỳ George H. W. Bush miêu tả là "lãnh đạo vĩ đại nhất của châu Âu nửa sau thế kỷ XX".

## Cuộc đời

### Tuổi trẻ
Helmut Kohl sinh tại Ludwigshafen am Rhein, con của Cäcilie (nhũ danh Schnur; 1890 – 1979) và Hans Kohl (1887 – 1975), một nhân viên dân sự. Ông là người con thứ ba trong gia đình theo Cơ đốc giáo La Mã và bảo thủ này. Trước và sau năm 1933, gia đình ông vẫn trung thành với Đảng Cơ đốc giáo Trung tâm. Người anh lớn của ông chết trong Chiến tranh thế giới thứ hai khi còn là một binh sĩ ở độ tuổi thanh niên. Helmut Kohl cũng đăng ký vào lính, nhưng ông không tham gia bất kỳ trận đánh nào.
Kohl theo học trường tiểu học Ruprecht, rồi sau đó theo học tại Max Planck Gymnasium. Năm 1946, ông gia nhập CDU vừa mới được thành lập. Năm 1947, ông là một trong những người đồng sáng lập chi nhánh Junge Union tại Ludwigshafen. Sau khi tốt nghiệp năm 1950, ông bắt đầu học luật tại Frankfurt am Main. Năm 1951, ông chuyển sang Đại học Heidelberg để học về Lịch sử và Khoa học Chính trị. Năm 1953, ông gia nhập ban điều hành chi nhánh Rheinland-Pfalz của CDU. Năm 1954, ông trở thành phó chủ tịch Junge Union tại bang này. Năm 1955, ông quay lại ban điều hành chi nhánh Rheinland-Pfalz của CDU.

### Trước khi tham gia chính trị
Sau khi tốt nghiệp năm 1956 ông trở thành nghiên cứu sinh tại Viện Alfred Weber thuộc Đại học Heidelberg nơi ông là một thành viên tích cực của hội sinh viên AIESEC. Năm 1958, ông nhận bằng tiến sĩ cho luận văn về "Những phát triển chính trị ở Pfalz và tái xây dựng các đảng Chính trị sau năm 1945". Sau đó, ông bước vào kinh doanh, đầu tiên làm trợ lý giám đốc một xưởng đúc tại Ludwigshafen và, vào năm 1959, là một người quản lý cho Liên đoàn Công nghiệp Hoá chất tại Ludwigshafen. Trong năm này ông cũng trở thành chủ tịch chi nhánh Ludwigshafen của CDU. Năm sau đó, ông lấy Hannelore Renner, người ông đã biết từ năm 1948, và họ có hai con trai.

### Khởi đầu sự nghiệp chính trị
Năm 1960, ông được bầu vào hội đồng thành phố của Ludwigshafen nơi ông làm lãnh đạo đảng CDU cho đến năm 1969. Năm 1963, ông cũng được bầu vào Landtag của Rheinland-Pfalz và làm lãnh đạo đảng CDU trong cơ quan lập pháp này. Từ năm 1966 đến năm 1973, ông làm chủ tịch CDU, và ông cũng là một thành viên của ban điều hành Liên bang CDu. Sau khi được bầu làm chủ tịch đảng, ông được cử làm người kế vị Peter Altmeier, bộ trưởng-chủ tịch Rheinland-Pfalz ở thời điểm ấy. Tuy nhiên, sau cuộc bầu cử Landtag diễn ra sau đó, Altmeier vẫn là bộ trưởng-chủ tịch.

### Bộ trưởng-Chủ tịch Rheinland-Pfalz

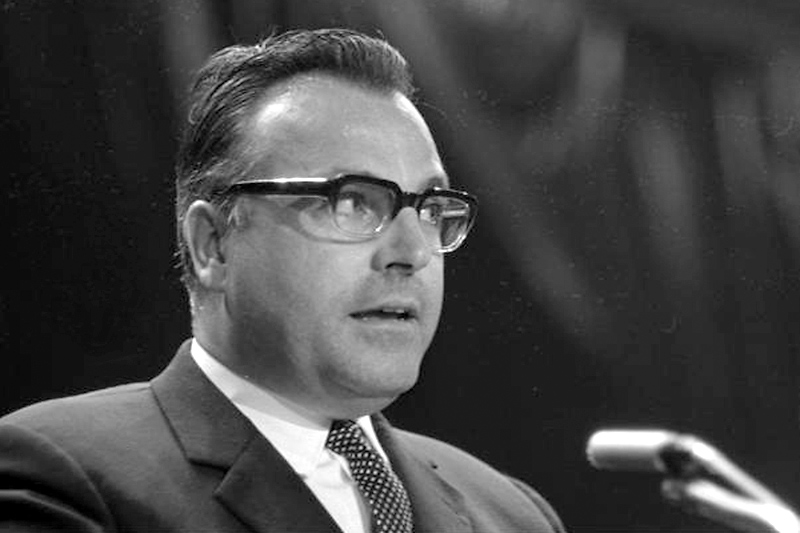
Helmut Kohl, 1969

Ngày 19 tháng 5 năm 1969, Kohl được bầu làm bộ trưởng – chủ tịch Rheinland-Pfalz, kế nhiệm Peter Altmeier. Trong nhiệm kỳ làm bộ trưởng-chủ tịch, Kohl đã thành lập Đại học Trier-Kaiserlautern và tiến hành cải cách lãnh thổ. Cũng trong năm 1969, Kohl trở thành phó chủ tịch đảng CDU liên bang.
Năm 1971, ông là ứng cử viên trở thành chủ tịch CDU liên bang, nhưng không trúng cử. Rainer Barzel tiếp tục giữ chức vụ đó. Năm 1972, Barzel tìm cách gây ra một cuộc khủng hoảng nội các trong chính phủ của SPD/FDP. Âm mưu không thành công khiến ông phải lùi bước. Năm 1973, Kohl kế vị ông làm chủ tịch liên bang, ông giữ chức vụ này tới năm 1998.

### Cuộc bầu cử Bundestag năm 1976
Tại cuộc bầu cử liên bang năm 1976, Kohl là ứng cử viên Thủ tướng của CDU/CSU. Liên minh CDU/CSU hoạt động tốt, giành 48.6% số phiếu. Tuy nhiên họ vẫn không thể thành lập chính phủ bởi Chính phủ trung tả do Đảng Dân chủ Xã hội Đức và Đảng Dân chủ Tự do (Đức), do nhà Dân chủ Xã hội Helmut Schmidt đã được thành lập. Kohl sau đó từ chức bộ trưởng-chủ tịch Rheinland-Pfalz để trở thành lãnh đạo CDU/CSU trong Bundestag. Người kế nhiệm ông là Bernhard Vogel.

### Lãnh đạo đối lập
Trong cuộc bầu cử liên bang năm 1980, Kohl ở địa vị phụ thuộc, khi lãnh đạo CSU Franz Josef Strauß trở thành ứng cử viên thủ tướng của CDU/CSU. Strauß cũng không thể đánh bại liên minh SPD/FDP. Không như Kohl, Strauß không muốn tiếp tục làm lãnh đạo CDU/CSU và tiếp tục làm bộ trưởng – chủ tịch Bayern. Kohl tiếp tục làm lãnh đạo đối lập, dưới thời nội các thứ ba của Schmidt (1980 – 1982).
Ngày 17 tháng 9 năm 1982, một cuộc xung đột về chính sách kinh tế xảy ra giữa các bên tham gia liên minh SPD/FDP cầm quyền. FDP muốn giải phóng triệt để thị trường lao đông, trong khi SPD muốn đảm bảo việc làm cho những người đã có việc. FDP bắt đầu các cuộc đàm phán với CDU/CSU để thành lập một chính phủ mới.

## Thủ tướng Tây Đức 1982-1990

### Lên nắm quyền lực và Nội các thứ nhất 1982-1983

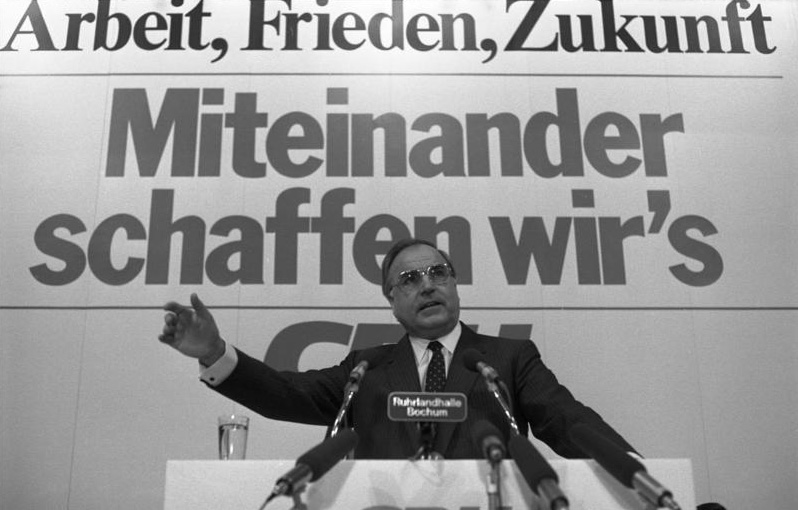
Kohl tại một sự kiện vận động tranh cử cho cuộc bầu cử liên bang Tây Đức năm 1983

Ngày 1 tháng 10 năm 1982, CDU đề xuất một cuộc bỏ phiếu bất tín nhiệm Thủ tướng đương nhiệm Helmut Schmidt được FDP ủng hộ. Đề xuất được thông qua, và, vào ngày 3 tháng 10, Bundestag bỏ phiếu cho một Nội các liên minh CDU/CSU-FDP mới, và Kohl trở thành thủ tướng. Nhiều chi tiết quan trọng của liên minh mới đã được lập ra ngày 20 tháng 9, dù các chi tiết nhỏ được cho là vẫn được đàm phán ở thời điểm cuộc bỏ phiếu diễn ra.
Dù việc bầu Kohl được tiến hành theo Luật Cơ bản, một số người lên án hành động này bởi FDP đã tiến hành chiến dịch tranh cử năm 1980 cùng với SPD và thậm chí đặt hình ảnh Thủ tướng Schmidt lên một số poster tranh cử của họ. Một số người còn đi xa hơn khi cho rằng chính phủ mới không có sự ủng hộ của đa số người dân. Để trả lời vấn đề này, chính phủ mới đặt ra mục tiêu tổ chức cuộc bầu cử mới ở thời gian sớm nhất có thể.
Bởi Luật Cơ bản chỉ giới hạn trên việc giải tán nghị viện, Kohl phải thực hiện một hành động gây tranh cãi khác: ông kêu gọi một cuộc bỏ phiếu tín nhiệm chỉ một tháng sau khi tuyên bố nhậm chức, trong đó các thành viên liên minh của ông bỏ phiếu trắng. Kết quả bề ngoài là phản đối dành cho Kohl sau đó cho phép Tổng thống Karl Carstens giải tán Bundestag tháng 1 năm 1983. Hành động này gây ra tranh cãi bởi các đảng trong liên minh bác bỏ những lá phiếu cho cùng một người mà họ đã bầu làm Thủ tướng từ một tháng trước đó và là người họ muốn tái bầu lên sau cuộc bầu cử nghị viện. Tuy nhiên, hành động này được Toà án Hiến pháp Liên bang bỏ qua coi là một phương tiện pháp lý và một lần nữa được áp dụng (bởi Thủ tướng SPD Gerhard Schröder và đồng minh Green) năm 2005.

### Nội các thứ hai 1983-1987

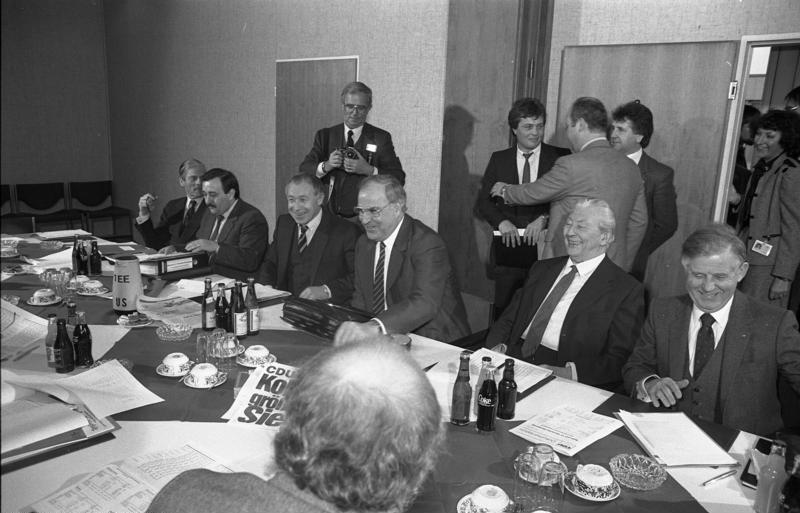
Kohl và cựu thủ tướng Kiesinger năm 1983

Trong cuộc bầu cử liên bang tháng 3 năm 1983, Kohl giành một thắng lợi lớn. CDU/CSU giành 48.8%, trong khi FDP giành 7.0%. Một số thành viên đối lập trong Bundestag yêu cầu Toà án Hiến pháp Liên bang tuyên bố toàn bộ quá trình này là vi hiến. Toà án đã bác bỏ yêu cầu của họ.
Nội các thứ hai của Kohl đưa ra nhiều kế hoạch gây tranh cãi, gồm cả việc cho triển khai các tên lửa tầm trung của NATO, chống lại sự phản đối từ phong trào hoà bình.
Vào ngày 24 tháng 1 năm 1984, Kohl phát biểu trước Knesset (Nghị viện) của Israel, với tư cách Thủ tướng đầu tiên của thế hệ hậu chiến. Trong bài phát biểu của mình, ông đã sử dụng câu nói nổi tiếng của Günter Gaus, rằng ông đã có "sự may mắn khi ra đời muộn".
Vào ngày 22 tháng 9 năm 1984 Kohl gặp Tổng thống Pháp François Mitterrand tại bãi chiến trường Verdun xưa - nơi quân Pháp giành chiến thắng kiểu Pyrros trước quân Đức trong cuộc Chiến tranh thế giới lần thứ nhất. Họ cùng tưởng niệm những người chết trong cả hai cuộc Thế Chiến. Bức ảnh, thể hiện cái bắt tay dài nhiều phút giữa hai người đã trở thành một biểu tượng quan trọng của sự hoà giải Pháp-Đức. Kohl và Mitterrand đã phát triển một mối quan hệ chính trị thân cận, hình thành nên một động cơ quan trọng cho quá trình hội nhập châu Âu. Cùng nhau, họ đã đặt những nền tảng cho các dự án châu Âu, như Eurocorps và Arte. Sự hợp tác Pháp-Đức này cũng là tối quan trọng cho các dự án châu Âu, như Hiệp ước Maastricht và đồng Euro.
Vào năm 1985, Kohl và Tổng thống Hoa Kỳ Ronald Reagan, như một phần kế hoạch kỷ niệm lần thứ 40 của V-E Day, đã thấy một cơ hội để thể hiện sức mạnh của tình hữu nghị giữa Đức và kẻ cựu thù. Trong chuyến thăm tháng 11 năm 1984 tới Nhà Trắng, Kohl đã đề nghị Reagan cùng mình thể hiện sự hoà giải giữa hai quốc gia tại một nghĩa trang quân sự Đức. Khi Reagan tới thăm Đức như một lần của cuộc hội nghị G6 tại Bonn, hai người đã tới thăm trại tập trung Bergen-Belsen ngày 5 tháng 5, và một hành động gây tranh cãi nhiều hơn là tới thăm nghĩa trang quân đội Đức tại Bitburg, nơi 49 thành viên của Waffen-SS được chôn cất.
Năm 1986, một bài tham luận được xuất bản trên Frankfurter Allgemeine Zeitung ngày 25 tháng 4 năm 1986 với tựa đề "Đất đai không có một lịch sử" được viết bởi một trong các cố vấn của Kohl, nhà sử học Michael Stürmer, còn gây tranh cãi lớn hơn, trong đó Stürmer cho rằng Tây Đức thiếu một lịch sử để tự hào, và kêu gọi nỗ lực từ phía chính phủ, các nhà lịch sử và truyền thông để xây dựng sự tự hào quốc gia trong lịch sử Đức. Dù Stürmer nhấn mạnh rằng ông viết nó trên cơ sở cá nhân chứ không phải với tư cách cố vấn của Thủ tướng, nhiều trí thức cánh tả đã lên án bản tham luận của Stürmer cũng chứa các quan điểm của Kohl.

#### Chính sách đối nội
Chức thủ tướng của Kohl đã chủ trì một số biện pháp chính sách đổi mới. Việc gia hạn trợ cấp thất nghiệp cho những người yêu cầu lớn tuổi đã được đưa ra, trong khi trợ cấp cho những người thất nghiệp trẻ tuổi được kéo dài đến 21 tuổi. Năm 1986, trợ cấp nuôi con được đưa ra để mang lại lợi ích cho các bậc cha mẹ khi có ít nhất một người đi làm. Những người chăm sóc không chính thức được cung cấp trợ cấp đi học cùng với các ưu đãi về thuế, cả hai đều được thiết lập từ cuộc cải cách thuế năm 1990, và cũng được đảm bảo hỗ trợ chuyên môn lên tới 25 giờ một tháng, được bổ sung thêm bốn tuần miễn phí nghỉ lễ hàng năm. Năm 1984, một chương trình nghỉ hưu sớm được đưa ra nhằm khuyến khích người sử dụng lao động thay thế những người lao động lớn tuổi bằng những người nộp đơn không có tên trong sổ đăng ký thất nghiệp. Năm 1989, kế hoạch nghỉ hưu một phần được đưa ra, theo đó nhân viên cao tuổi có thể làm việc bán thời gian và nhận 70% mức lương trước đây "và được ghi nhận 90% quyền lợi bảo hiểm xã hội đầy đủ." Năm 1984, Quỹ Bà mẹ và Trẻ em được thành lập, cung cấp các khoản trợ cấp tùy ý "để ngăn chặn việc phá thai vì lý do khó khăn về vật chất," và vào năm 1986, gói Erziehungsgeld (trợ cấp chăm sóc trẻ em) trị giá 10 tỷ DM đã được đưa ra, mặc dù theo nhiều nghiên cứu khác nhau, gói này được đưa ra sau này. sáng kiến đã bị đối trọng nặng nề bởi sự cắt giảm. Năm 1989, các điều khoản đặc biệt được đưa ra dành cho người lớn tuổi thất nghiệp.

### Nội các thứ ba 1987-1990

Thủ tướng Kohl phía sau và bên phải Tổng thống Ronald Reagan (ở giữa) tại Cổng Brandenburg. Tổng thống Reagan, đề nghị Gorbachev "phá vỡ bức tường này!" năm 1987

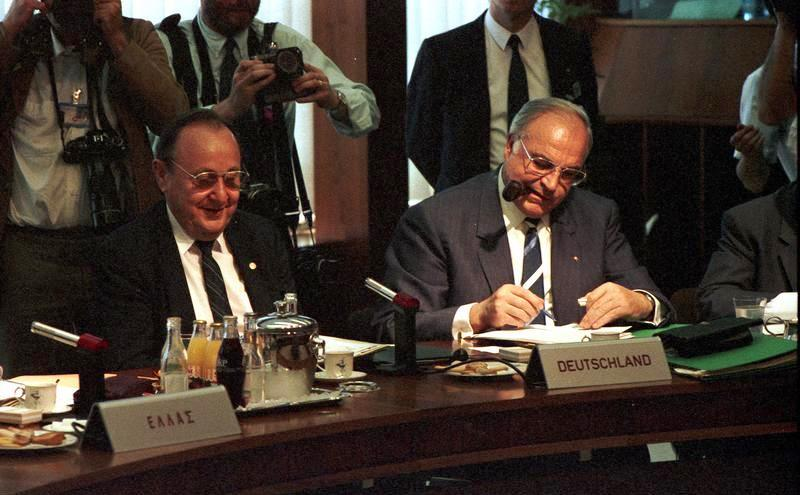
Kohl tại cuộc gặp Hội đồng Châu Âu năm 1987 với phó thủ tướng và bộ trưởng ngoại giao Hans-Dietrich Genscher

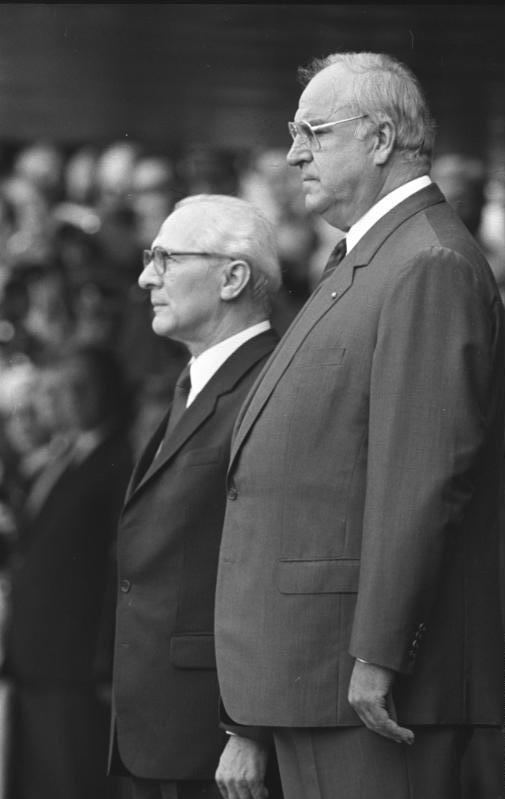
Kohl (phải) và Erich Honecker tại Văn phòng Thủ tướng Liên bang ở Bonn, 1987

Sau cuộc bầu cử liên bang năm 1987 Kohl giành một đa số mong manh và thành lập nội các thứ ba của mình. Ứng cử viên của SPD cho chức thủ tướng là bộ trưởng-chủ tịch Nordrhein-Westfalen, Johannes Rau.
Năm 1987, Kohl đón tiếp lãnh đạo Đông Đức Erich Honecker chuyến thăm đầu tiên của một lãnh đạo nhà nước Đông Đức tới Tây Đức. Đây được mọi người coi là một dấu hiệu mà Kohl đã theo đuổi Ostpolitik, một chính sách giảm căng thẳng giữa Đông và Tây. Sau sự tan rã của Bức tường Berlin năm 1989, việc giải quyết các vấn đề Đông Đức của Kohl đã trở thành điểm mấu chốt trong thời kỳ cầm quyền của ông.

### Con đường đến thống nhất

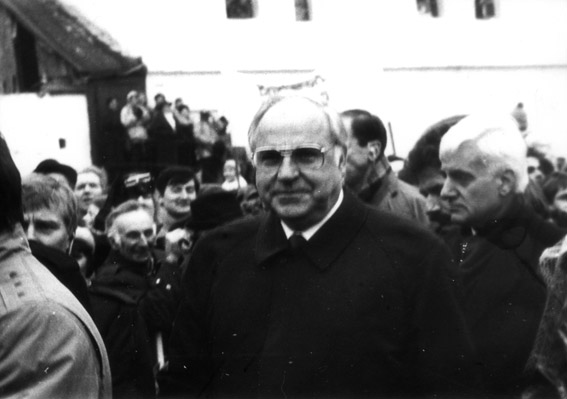
Helmut Kohl tại Krzyżowa (Kreisau), Ba Lan, 1989.

Tận dụng ưu thế những thay đổi chính trị mang tính lịch sử đang xảy ra ở Đông Đức, Kohl đã đệ trình một kế hoạch mười điểm để "Vượt qua sự chia rẽ của Đức và châu Âu" mà không cần tham vấn đối tác trong liên minh, FDP, hay các Đồng minh phương Tây. Tháng 2 năm 1990, ông tới thăm Liên Xô tìm kiếm một sự bảo đảm từ nhà lãnh đạo Xô viết Mikhail Sergeyevich Gorbachyov rằng Liên Xô sẽ cho phép quá trình thống nhất nước Đức diễn ra. Ngày 18 tháng 5 năm 1990, ông ký một hiệp ước liên minh kinh tế và xã hội với Đông Đức. Chống lại ý muốn của chủ tịch ngân hàng liên bang Đức, ông đã cho phép tỷ lệ trao đổi 1:1 về lương, lợi tức và thanh toán giữa đồng mark Tây Đức và mark Đông Đức. Cuối cùng, chính sách này sẽ gây thiệt hại nghiêm trọng cho các công ty tại New Länder. Cùng với Bộ trưởng Ngoại giao Hans-Dietrich Genscher, Kohl đã hoàn thành các cuộc đàm phán với các Liên minh cũ trong Thế Chiến II để cho phép việc Thống nhất nước Đức và mở rộng NATO vào nhà nước Đông Đức cũ. Ngày 3 tháng 10 năm 1990, nhà nước Đông Đức bị bãi bỏ và lãnh thổ của nó được thống nhất với Tây Đức. Sau sự sụp đổ của Bức tường Berlin, Kohl xác nhận rằng lãnh thổ Đông Đức theo lịch sử ở phía đông đường Oder-Neisse là một phần không thể tranh cãi của Cộng hoà Ba Lan, vì thế cuối cùng đã chấm dứt những tuyên bố lãnh thổ của Tây Đức. Năm 1993, Kohl xác nhận, trong một hiệp ước với Cộng hoà Séc, rằng Đức sẽ không còn đặt ra các yêu cầu lãnh thổ nữa với cái gọi là Sudetenland của sắc tộc Đức trước năm 1945. Đây là một sự thất vọng cho Heimatvertriebene Đức, những người phải dời chỗ.

## Thủ tướng nước Đức thống nhất 1990-1998

### Thống nhất nước Đức và Nội các thứ tư 1990-1994

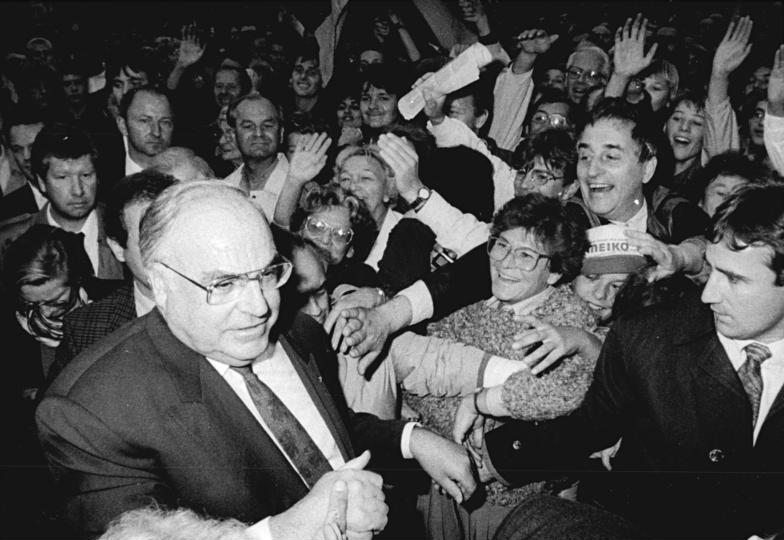
Helmut Kohl năm 1990.

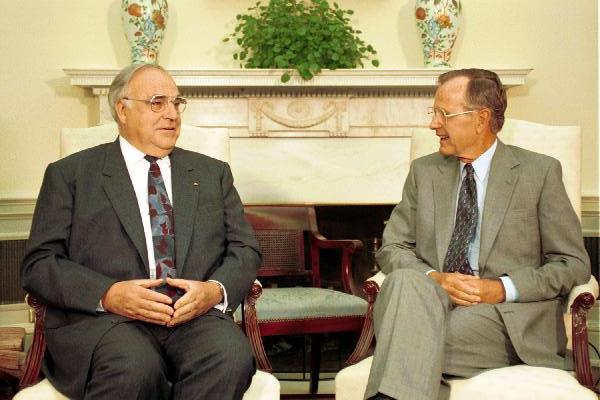
Kohl gặp Tổng thống Hoa Kỳ George H. W. Bush tại Washington, D.C., ngày 16 tháng 9 năm 1991

Sau cuộc bầu cử năm 1990 –  cuộc bầu cử công bằng và tự do đầu tiên trên toàn nước Đức kể từ thời kỳ Cộng hoà Weimar  –  Helmut Kohl giành một thắng lợi vang dội trước ứng cử viên đối lập bộ trưởng – chủ tịch Saarland, Oskar Lafontaine. Ông thành lập Nội các Kohl IV.
Vào ngày 17 tháng 8 năm 1991, nhân kỷ niệm ngày mất của vị vua, chiến binh lỗi lạc Friedrich II Đại Đế nước Phổ năm xưa, Thủ tướng Helmut Kohl tiến hành làm lễ an táng cho nhà vua tại điện Sanssouci, cố đô Potsdam. Trước kia, nhà vua năm lần bảy lượt muốn được mai táng tại điện Vô Ưu cùng với những con chó săn thỏ yêu quý của mình, nhưng các vị vua kế tục không nghe theo đã táng nhà vua tại Nhà thờ, sau này khi đất nước Đức biến động sau cuộc Chiến tranh thế giới lần thứ hai, người ta chuyển thi hài vua về thị trấn Hechingen. Sự hiện diện của Kohl trong buổi lễ này gây ra nhiều tranh cãi. Việc mai táng nhà vua tại điện Sanssouci bị nhiều người phản đối, tỷ như nhà báo Rudolf Augstein. Có những người lo sợ rằng chủ nghĩa quân phiệt Phổ - Đức sẽ quay trở lại qua lễ táng vị vua Phổ xưa kia. Tuy nhiên, khảo sát trong các tờ báo và tạp chí khác cho thấy người Đức đã có thể yên tâm vì chủ nghĩa quân phiệt Phổ - Đức đã qua đi mãi mãi. Như vậy là cuối cùng, với lễ táng do Thủ tướng Kohl tổ chức, vị vua vĩ đại nhất của nước Phổ thuở xưa đã được yên nghỉ đúng tại cung điện mà nhà vua yêu thích cùng với những con thú cưng của mình, hai thế kỷ sau khi về cõi vĩnh hằng.

### Nội các thứ năm 1994-1998
Sau cuộc bầu cử liên bang năm 1994 Helmut Kohl tái trúng cử với đa số mong manh. Ông đánh bại bộ trưởng-chủ tịch Rheinland-Pfalz Rudolf Scharping. Tuy nhiên SPD vẫn có được đa số trong Bundesrat, hạn chế khá lớn quyền lực của Thủ tướng Kohl. Về chính sách đối ngoại, Kohl thành công hơn, ví dụ giúp Frankfurt am Main trở thành nơi đặt trụ sở của Ngân hàng Trung ương châu Âu. Năm 1997, Kohl được nhận Giải thưởng Tầm nhìn châu Âu vì những nỗ lực của ông trong việc thống nhất châu Âu.
Tới cuối thập niên 1990, hào quang vây quanh Kohl phần lớn đã tắt khi tình trạng thất nghiệp gia tăng. Ông bị đánh bại nặng trong cuộc 1998 bầu cử liên bang bởi bộ trưởng-chủ tịch Niedersachsen, Gerhard Schröder.

## Nghỉ hưu và các rắc rối pháp lý
Một liên minh xanh – đỏ do Schröder lãnh đạo đã thay thế chính phủ Helmut Kohl ngày 27 tháng 10 năm 1998. Ông ngay lập tức từ chức lãnh đạo CDU và hầu như rút lui hoàn toàn khỏi chính trị. Tuy nhiên, ông vẫn là một thành viên của Bundestag cho tới khi ông quyết định không chạy đua để được tái cử trong cuộc bầu cử năm 2002.

### Vụ việc tài chính của CDU
Cuộc sống sau chính trị của Kohl có đặc điểm ở vụ scandal tài chính đảng CDU và bởi những sự phát triển trong đời sống cá nhân của ông.
Một scandal tài chính của đảng bắt đầu bị phanh phui năm 1999, khi mọi người phát hiện ra rằng CDU đã nhận và duy trì các khoản đóng góp bất hợp pháp thời ông còn lãnh đạo.
Những cuộc điều tra của Bundestag vào nguồn gốc những quỹ bất hợp pháp của CDU, chủ yếu được cất giữ trong các tài khoản ngân hàng ở Genève, cho thấy có hai nguồn. Một từ việc bán các xe tăng của Đức cho Ả Rập Xê Út (vấn đề lại quả), trong khi nguồn kia là sự gian lận tư nhân hoá câu kết với cựu Tổng thống François Mitterrand người muốn có 2,550 mảnh đất chưa sử dụng ở Đông Đức cũ cho Elf Aquitaine khi ấy đang thuộc sở hữu của Pháp. Tháng 12 năm 1994 phe CDU đa số trong Bundestag đã cho thực thi một điều luật huỷ bỏ tất cả quyền của các chủ sở hữu hiện tại. Hơn 300 triệu DM trong các quỹ bất hợp pháp bị phát hiện trong các tài khoản tại Genève. Những lô đất có được một cách bất hợp pháp sau đó đã được tư nhân hoá như một phần của Elf Aquitaine và trở thành TotalFinaElf, hiện là Total S.A., sau hợp nhất.
Chính Kohl tuyên bố rằng Elf Aquitaine đã đề xuất (và trong lúc ấy cũng thực hiện) một cuộc đầu tư ồ ạt vào ngành công nghiệp hoá chất Đông Đức cùng với việc mua lại 2,000 cây xăng ở Đức trước kia thuộc sở hữu của ông ty dầu quốc gia Minol. Elf Aquitaine bị cho là đã cung cấp tài chính một cách bất hợp pháp cho CDU, theo lệnh của Mitterrand, như việc họ thường làm ở các nước châu Phi.
Kohl và các chính trị gia Đức và Pháp khác đã tự bảo vệ mình rằng họ thúc đẩy sự hoà giải và hợp tác giữa Pháp và Đức vì quá trình hội nhập và hoà bình của châu Âu, và rằng họ không có động cơ cá nhân trong việc chấp nhận sự cung cấp tài chính từ nước ngoài cho đảng.
Những vấn đề rắc rối đó vẫn đang được điều tra. Doanh nhân Đức-Canada Karlheinz Schreiber, một đồng minh lâu năm của đối thủ chính trị cũ của Kohl trong CSU Franz Josef Strauß, bị các công tố viên Bavaria truy nã về các tội danh lừa dối và tham nhũng, nhưng Schreiber đã chống lại sự dẫn độ từ Canada về Đức trong hơn 8 năm, từ mùa hè năm 1999. Schreiber đang được tự do nhờ đóng bảo lãnh tại Canada vào thời điểm tháng 4 năm 2008, đã đưa ra một bản khai có tuyên thệ hàm ý chỉ cựu Thủ tướng Canada Brian Mulroney, một đồng minh kinh doanh khác của ông. Thủ tướng Canada Stephen Harper ngày 13 tháng 11 năm 2007, đã kêu gọi một cuộc điều tra công khai để chứng minh những lời khai của Schreiber.

### Đời sống sau khi rời bỏ chính trường

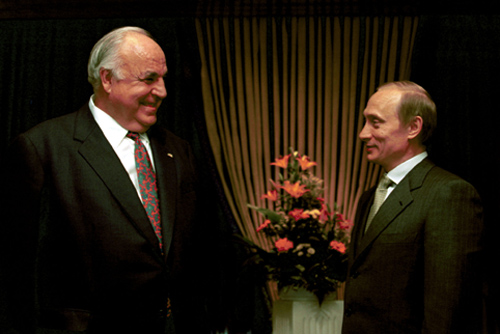
Kohl và Vladimir Putin năm 2000

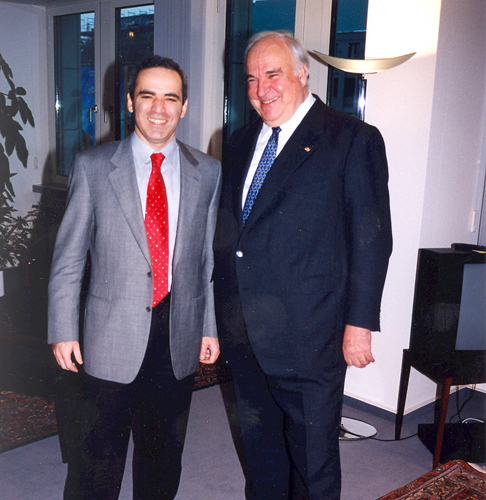
Kohl và Garry Kasparov

Năm 2002, Kohl rời Bundestag và chính thức rút lui khỏi chính trị. Những năm gần đây, Kohl đã một lần nữa được phục hồi lớn trong đảng. Sau khi lên nắm quyền, Angela Merkel đã mời người thủ lĩnh cũ của mình tới Văn phòng Thủ tướng và Ronald Pofalla, Tổng thư ký CDU, thông báo rằng CDU sẽ hợp tác chặt chẽ hơn với Kohl, "để tận dụng kinh nghiệm của chính khách tài ba này", như Pofalla nói.
Ngày 5 tháng 7 năm 2001, Hannelore Kohl, vợ ông, tự sát sau nhiều năm bị photodermatitis. Ngày 4 tháng 3 năm 2004, ông xuất bản cuốn hồi ký đầu tiên của mình, tên là "Hồi ký 1930 – 1982", viết về giai đoạn từ 1930 đến 1982, khi ông trở thành thủ tướng. Phần thứ hai, được xuất bản ngày 3 tháng 11 năm 2005, gồm nửa đầu thời kỳ cầm quyền của ông (từ 1982 đến 1990). Ngày 28 tháng 12 năm 2004, Kohl được Không quân Sri Lanka cứu, sau khi bị mắc kẹt trong một khách sạn bởi Trận động đất Ấn Độ Dương năm 2004.
Ông là một thành viên của Câu lạc bộ Madrid.
Như báo chí Đức thông báo, ông cũng đặt tên mình cho Trung tâm nghiên cứu châu Âu Helmut Kohl sắp ra mắt (hiện là 'Trung tâm nghiên cứu châu Âu'), là nền tảng chính trị mới của Đảng Nhân dân châu Âu.
Tháng 4 năm 2008, Kohl được thông báo là đang được chăm sóc y tế đặc biệt vì một vụ tai nạn đầu năm đó, và không thể nói được. Sau khi hồi phục, ông lấy đối tác 43 tuổi, Maike Richter, ngày 8 tháng 5 năm 2008.
Ông mất vào lúc 9:15 sáng, ngày 16 tháng 6 năm 2017 tại quê nhà, hưởng thọ 87 tuổi.

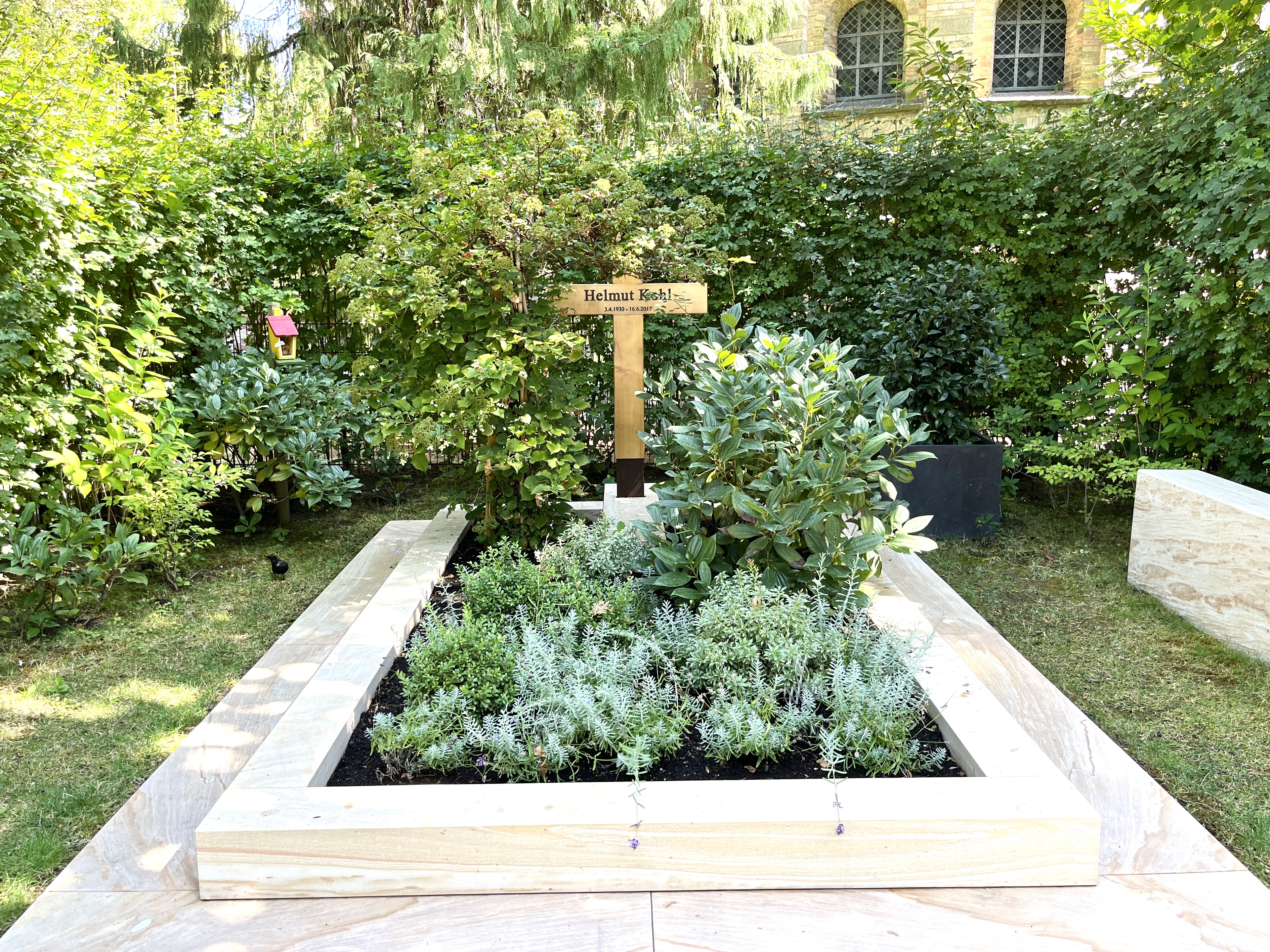
Mộ Kohl ở Speyer, 2022

Kohl đã được vinh danh một đạo luật nhà nước chưa từng có ở châu Âu vào ngày 1 tháng 7 tại Strasbourg, Pháp. Một người Công giáo requiem thánh lễ sau đó đã được tổ chức tại Nhà thờ Speyer. Lễ quốc tang của ông đựoc tổ chức vào ngày 1 tháng 7. Kohl được an táng tại Nghĩa trang Nhà thờ Chính tòa ("Domkapitelfriedhof") ở Speyer, liền kề với Công viên Konrad Adenauer và cách nhà thờ vài trăm mét về phía tây bắc.

## Các quan điểm chính trị
Kohl có những quan điểm chính trị mạnh, phức tạp và đầy tham vọng, chú trọng vào các vấn đề kinh tế và chính trị quốc tế.
Về kinh tế, các quan điểm chính trị và chính sách của Kohl bị ảnh hưởng bởi những niềm tin tư bản của Ronald Reagan và Margaret Thatcher như cải cách an sinh nhà nước và hạ thấp thuế.
Về chính trị quốc tế Kohl cam kết hội nhập châu Âu, duy trì quan hệ thân thiết với Tổng thống Pháp Mitterrand. Song song với đó ông cũng cam kết với quá trình thống nhất nước Đức. Dù ông tiếp tục chương trình Ostpolitik của chính trị gia dân chủ xã hội tiền nhiệm, Kohl cũng ủng hộ các chính sách cực đoan hơn của Reagan nhằm làm suy yếu Liên bang Xô viết.

## Nhận thức của công chúng
Trong những năm đầu thời kỳ cầm quyền của ông, Kohl phải đối mặt với sự đối lập cứng rắn từ phía phe chính trị cánh tả Tây Đức. Những đối thủ của ông thường gọi ông bằng biệt danh dược rất nhiều người biết đến và có ý miệt thị là Birne (một từ tiếng Đức nghĩa là quả lê và từ tiếng lóng ở phía nam có nghĩa là "đầu"; sau khi một đoạn phim hoạt hình thể hiện ông với cái đầu như một quả lê). Sự chế nhạo của công chúng giảm xuống khi ngôi sao chính trị của Kohl bắt đầu đi lên: trở thành lãnh đạo của quá trình hội nhập châu Âu và một nhân vật quan trọng của cuộc thống nhất nước Đức. Kohl trở thành một trong những chính trị gia có ảnh hưởng nhất ở Đức và được tôn trọng như một chính khách châu Âu.

### Danh dự
- Ngày 8.7.1986 ông được trao Huy chương Robert Schuman
- Năm 1988, Kohl và Mitterrand được nhận Karlspreis vì sự đóng góp vào tình hữu nghị Pháp-Đức và Liên minh châu Âu.[2]
- Năm 1990: Giải Jawaharlal Nehru
- Năm 1996, Kohl được nhận Giải thưởng Hoàng tử xứ Asturias về Hợp tác Quốc tế
- Năm 1996, ông được tặng bằng tiến sĩ danh dự của Đại học Cơ đốc giáo Louvain.
- Năm 1996, Kohl được nhận huân chương về những thành tựu nhân đạo của mình từ tổ chức Do Thái B'nai B'rith.
- Năm 1996, Kohl được nhận bằng Tiến sĩ danh dự từ Đại học Ateneo de Manila tại Philippines, một trường dòng Tên.
- Ngày 11 tháng 12 năm 1998, ông trở thành công dân danh dự của châu Âu, một danh hiệu chỉ Jean Monnet từng được nhận trước đây.[3]
- Năm 1998, ông nhận bằng tiến sĩ danh dự ngành luật của Đại học Brandeis tại Massachusetts.[20]
- Băn 1998, ông là người thứ hai được trao Grand Cross in Special Design of the Order of Merit of the Federal Republic of Germany, người kia là Konrad Adenauer.[21]
- Năm 1999, Kohl được nhận Huân chương Tự do Tổng thống từ Tổng thống Hoa Kỳ Clinton.[22]
- Kohl là công dân danh dự của cả Frankfurt am Main và Berlin. Ngày 2 tháng 9 năm 2005, ông trở thành công dân danh dự của thị trấn quê hương, Ludwigshafen.
- Năm 2007, ông nhận Huy chương Vàng của Quỹ Jean Monnet vì châu Âu vì đóng góp của ông vào sự thống nhất châu Âu.